# SN 2003iq
SN 2003iq – supernowa typu II odkryta 8 października 2003 roku w galaktyce NGC 772. W momencie odkrycia miała maksymalną jasność 16,40m.